# East Quincy
East Quincy es un lugar designado por el censo en el condado de Plumas en el estado estadounidense de California. En el año 2000 tenía una población de 2,398 habitantes y una densidad poblacional de 76.6 personas por km².

## Geografía
East Quincy se encuentra ubicado en las coordenadas 39°56′7″N 120°54′28″O / 39.93528, -120.90778. Según la Oficina del Censo, la ciudad tiene un área total de 31,3 km² (12,1 mi²), de la cual 31,3 km² (12,1 mi²) es tierra y 0 km² (0 mi²) (0%) es agua.

## Demografía
Según la Oficina del Censo en 2000 los ingresos medios por hogar en la localidad eran de $35,648, y los ingresos medios por familia eran $50,000. Los hombres tenían unos ingresos medios de $38,107 frente a los $21,815 para las mujeres. La renta per cápita para la localidad era de $17,299. Alrededor del 14.4% de la población estaban por debajo del umbral de pobreza.